# Cuesta de Andrés
La cuesta de Andrés o Andrivski Uzviz (en ucraniano: Андріївський узвіз) es una vía histórica de Kiev (Ucrania), que une la parte superior de la ciudad con las calles comerciales de Podil.
La calle, a menudo anunciada por guías y operadores turísticos como el "Montmartre de Kiev", es una importante atracción turística de la ciudad. Está incluido en la lista de monumentos nacionales por resolución del gobierno. Además, la calle también forma parte de la reserva histórica de la ciudad de Kiev "Kiev Antiguo", mientras que la iglesia de San Andrés pertenece a la reserva histórica nacional "Sofía de Kiev".
La cuesta, de 720 m de longitud, está construido con adoquines y conecta el Viejo Kiev (la ciudad alta) con Podil (la ciudad baja). Comienza al final de la calle Volodimirska y desciende abruptamente alrededor de la colina Zamkova Hora, terminando cerca de la plaza Kontraktova. El Descenso de Andrés está marcado por algunos monumentos históricos, incluido el castillo de Ricardo Corazón de León, la iglesia barroca de San Andrés del siglo XVIII, la casa del famoso escritor ruso Mijaíl Bulgákov y muchos otros 
Se ha hablado recientemente de la reconstrucción del descenso desde 2006, cuando una organización de base local destinada a salvar la cuesta de San Andrés recogió más de 1.000 firmas para solicitar a las autoridades locales que tomaran medidas en la reconstrucción del descenso. El 23 de junio de 2009, la administración del ayuntamiento de Kiev aprobó la reconstrucción de la cuesta de San Andrés, que fue anunciada oficialmente un año antes por el alcalde Leonid Chernovetski. Aún no se ha adoptado el cronograma exacto para la reconstrucción, aunque el presupuesto de reconstrucción se redactó en el presupuesto de la ciudad para 2010.monumentos.

## Descripción

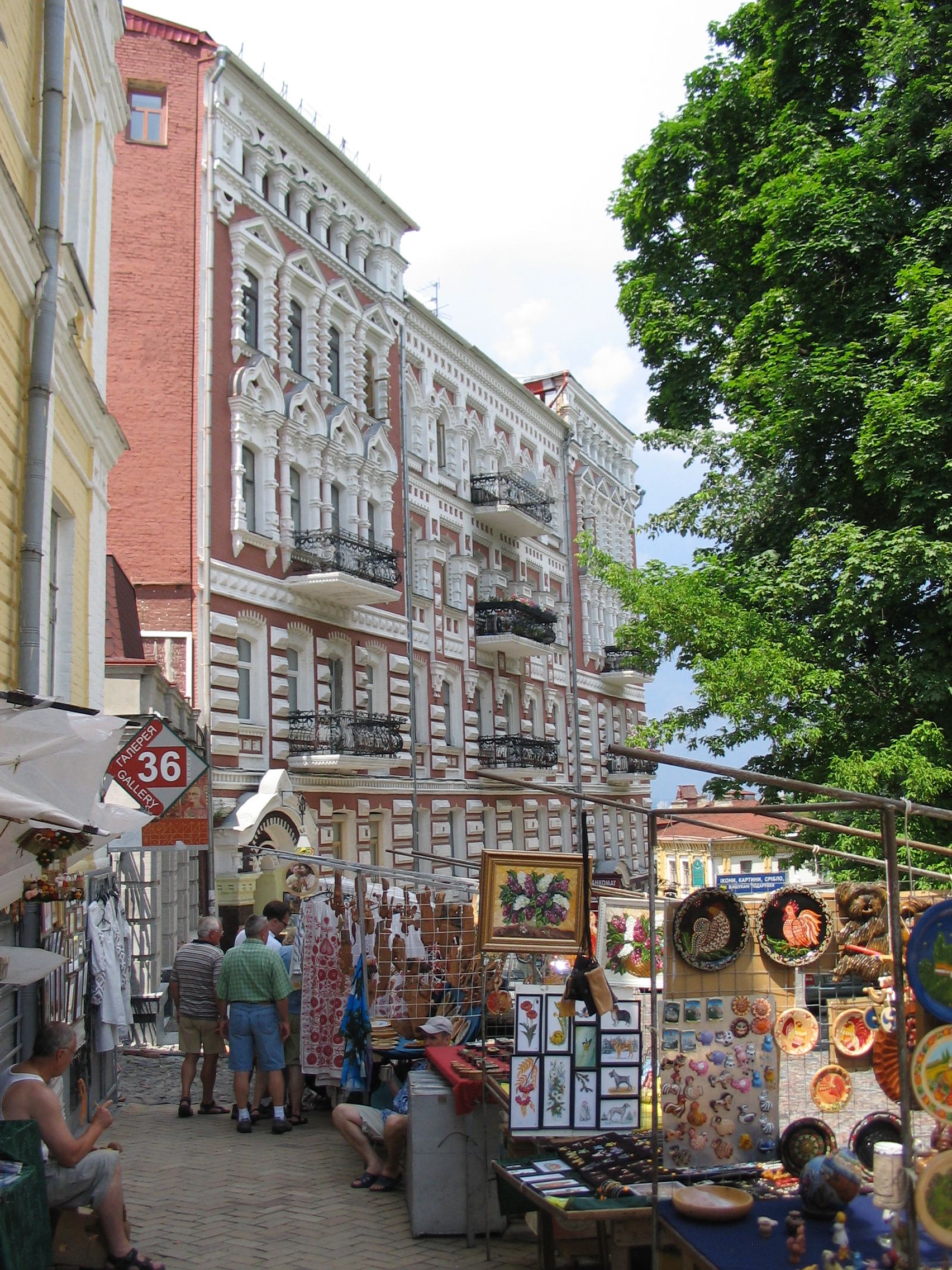
Tiendas para turistas y galerías de arte en las aceras de la cuesta.

La cuesta de Andrés comienza en la cima de Starokivska Hora (montaña antigua de Kiev), cerca de la ornamentada iglesia de San Andrés, de estilo barroco ucraniano (que dio a la calle su nombre actual). La calle continúa bajando y desciende hasta el barrio de Podil, donde termina en la plaza Kontraktova. En el pasado, el descenso se conocía como la cuesta de Boríchiv mencionado como "Borichev uvoz" (Viejo eslavo oriental: Боричев увоз) por Néstor el Cronista en su Crónica primaria y en el poema del siglo XII, La historia de la campaña de Igor (Slovo o polku Ihorevim). El nombre actual del descenso proviene del siglo XVIII, cuando se erigió la iglesia de San Andrés en lo alto de la colina.
En los siglos XVIII y XIX la calle estuvo habitada principalmente por comerciantes y artesanos. Aunque hace mucho que desaparecieron debido a los amplios cambios demográficos en Kiev durante la época del último Imperio ruso y la Unión Soviética, la calle vuelve a prosperar gracias a su topología única, arquitectura, rica historia y también a muchas tiendas de regalos y pequeñas galerías de arte exhibiendo varias pinturas y esculturas de artistas ucranianos. La cuesta es uno de los puntos favoritos de los turistas. También se destaca por los numerosos festivales que celebra, incluidos varios festivales de arte y las celebraciones del Día de Kiev el último fin de semana de mayo.
La ubicación de la calle en la ciudad y su atractivo emblemático la han convertido últimamente en una zona de gran prestigio, con varios nuevos restaurantes de lujo. Sin embargo, los sistemas de alcantarillado y agua del descenso no se han mejorado en los últimos 100 años, lo que subraya la necesidad de instalar un nuevo sistema. Sin embargo, las autoridades de la ciudad aún no han programado la instalación de un nuevo proyecto de sistema de alcantarillado.

## Historia

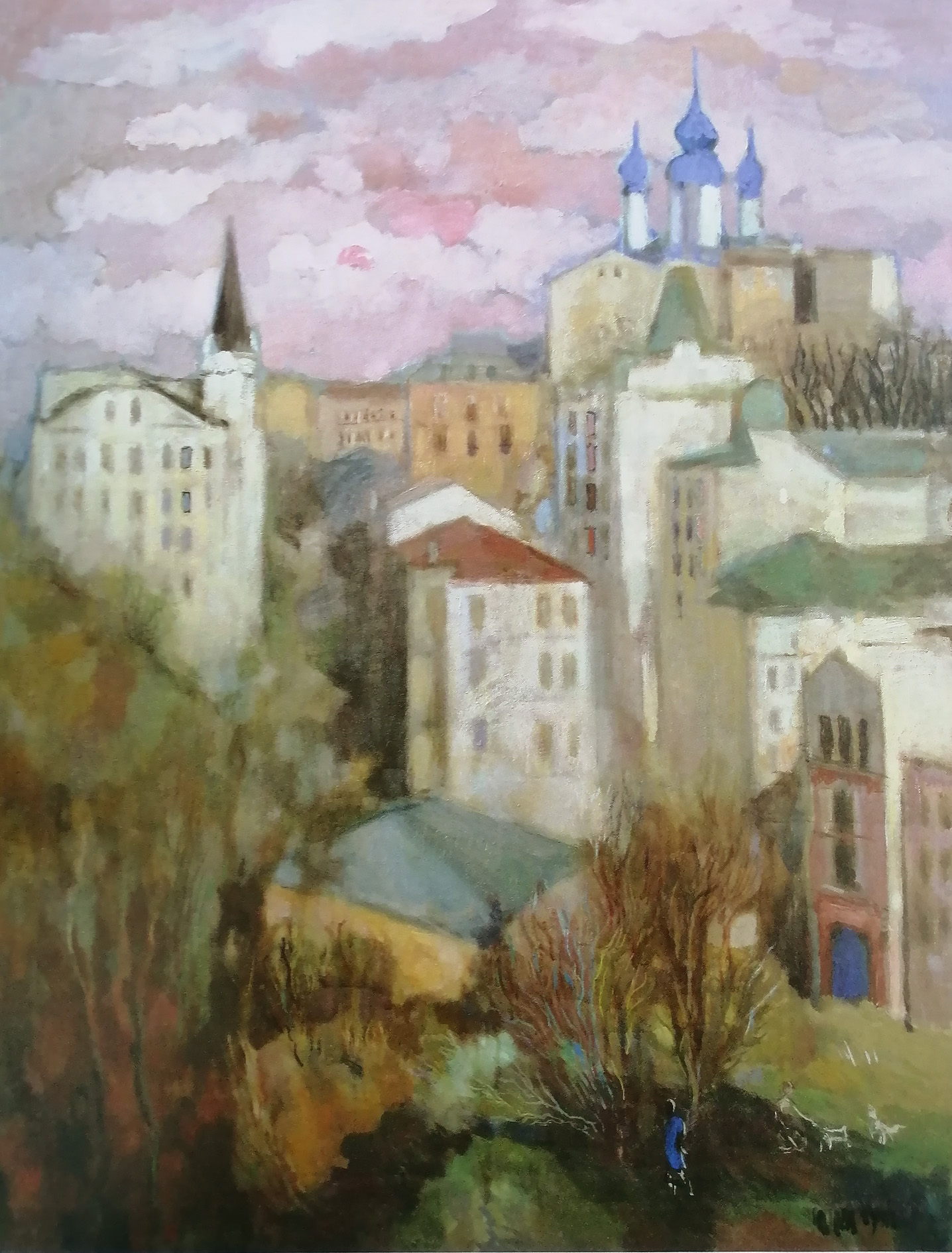
Cuesta de San Andrés por Irina Visheslavska (2012)

El descenso, ubicado entre dos colinas, es el pasaje más corto desde el casco histórico o Ciudad Alta (en ucraniano: Князівська Гора) hasta el barrio comercial de Podil. Una de las colinas, conocida como Uzdyhalnitsia, fue el lugar donde una vez estuvieron los ídolos precristianos, y otra colina, llamada Zamkova Hora, sirvió como colina del castillo durante la Edad Media. Durante muchos siglos, este pasaje fue muy empinado e inconveniente, por lo que durante mucho tiempo no hubo asentamientos. Los primeros edificios se construyeron aquí recién en el siglo XVII, y los primeros edificios de apartamentos comenzaron a aparecer a finales del siglo XIX.
En 1711, por orden del entonces gobernador de Kiev, se amplió la ruta entre las montañas Zamkova y Andrivski, lo que permitió que el tráfico fuera más adecuado para caballos y carruajes. 
La cuesta de Andrés pasó a llamarse en 1920 en honor al joven revolucionario Georgi Liver. En 1944, se decidió devolver la calle a su nombre anterior; en 1957, la calle pasó a llamarse Andreevski Spusk, la variante rusa de cuesta de San Andrés. En la década de 1980, la cuesta recibió una reconstrucción exhaustiva después de años de mal estado.
El 9 de abril de 2012, los trabajadores de la construcción comenzaron a demoler estructuras históricas legalmente protegidas, aunque a principios de ese año, su seguridad fue garantizada en varias conferencias de prensa y los propios edificios fueron incluidos en modelos a escala del descenso "renovado". La destrucción de los edificios se produjo bajo el pretexto de los esfuerzos de "reconstrucción", que comenzaron en octubre de 2011. Los informes preliminares indican que los edificios directamente enfrente y al lado del Museo de Bulgákov (edificios 10a, 10b y 9/11 ) fueron todos arrasados. El terreno estaba siendo remodelado para dejar espacio para un nuevo complejo de oficinas y negocios que albergaría las operaciones de Rinat Ajmétov en Kiev.
Varios cientos de manifestantes, incluido el boxeador y político Vitali Klichkó, se reunieron frente a la oficina principal en Kiev de SCM Holdings de Ajmetov. El 12 de abril, Ajmetov afirmó que había cancelado los planes para construir un centro de negocios de varios pisos en el lugar de los edificios, prometiendo en su lugar construir un centro cultural y restaurar las fachadas.